# Кинта (Оклахома)
Кинта (енгл. Kinta) град је у америчкој савезној држави Оклахома.

## Демографија
По попису из 2010. године број становника је 297, што је 54 (22,2%) становника више него 2000. године.
| Група             | 2000.       | 2010.       |
| Белци             | 200 (82,3%) | 244 (82,2%) |
| Афроамериканци    | 0 (0,0%)    | 0 (0,0%)    |
| Азијати           | 0 (0,0%)    | 0 (0,0%)    |
| Хиспаноамериканци | 2 (0,8%)    | 2 (0,7%)    |
| Укупно            | 243         | 297         |